# Junkers Ju 88

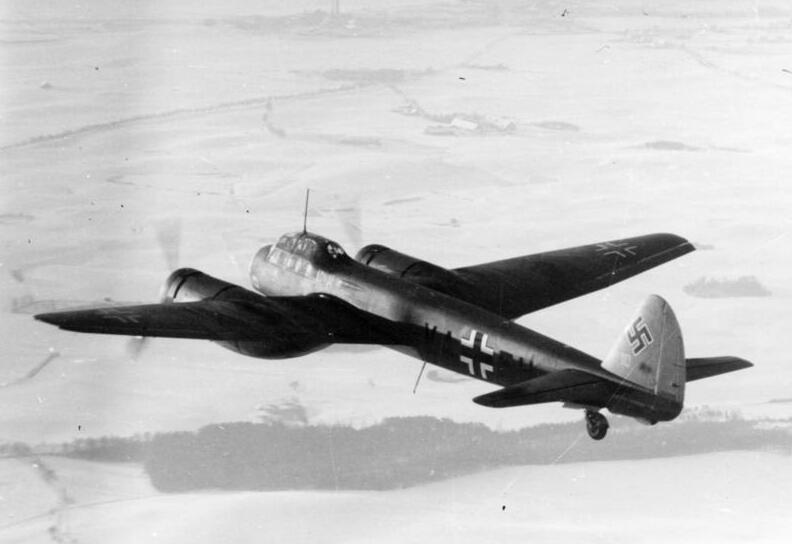
1940

De Junkers Ju 88 is een door Junkers geproduceerd tweemotorig standaardvliegtuig van de Luftwaffe, dat een belangrijke rol speelde in de Slag om Engeland.
Het prototype maakte zijn eerste vlucht op 21 december 1936. De eerste operationele missies werden eind september 1939 uitgevoerd.
De Ju 88 was een veelzijdig toestel. Het opereerde als dag- en nachtjager, grondaanvalsvliegtuig, bommenwerper, torpedobommenwerper en verkenningsvliegtuig en het werd tegen het eind van de oorlog zelfs kortstondig ingezet als Mistel (vliegende bom).
In Nederland werd het als nachtjager ingezet in de 2e Gruppe Nachtjagdgeschwader vanaf de Fliegerhorst Deelen en in de 5e Gruppe Zerstörer vanaf de Fliegerhorst Volkel.
De Ju 88 werd gebruikt door Duitsland, Roemenië, Hongarije, Italië en Finland. Ook de Vrije Fransen gebruikten een aantal van deze toestellen.
Er werden ongeveer 15.000 exemplaren gebouwd.